# مصانع الدلتا للصلب
شركة مصانع الدلتا للصلب هي شركة حكومية مصرية تابعة للشركة القابضة للصناعات المعدنية إحدى شركات وزارة قطاع الأعمال العام، أنشأت سنة 1947 عندما قامت شركة الدلتا التجارية بإنشاء قسم خاص لإنتاج حديد التسليح بأفران كهربائية صغيرة لصهر الخردة المتخلفة عن الحرب العالمية الثانية والموجودة بكميات كبيرة في الصحراء الغربية، وبعد نجاح المشروع قامت الشركة بفصل القسم وتحويله لشركة مستقلة تحت اسم «شركة مصانع الدلتا للصلب»، تعمل في مجال إنتاج ودرفلة حديد التسليح، إنتاج الأسلاك، مواسير الزهر، مسبوكات الزهر، والصلب، يقع مصنعها في منطقة مسطرد بمدينة القاهرة على مساحة 80 فدان، وتبلغ طاقتها الإنتاجية حوالي 250 ألف طن بيليت سنويًا.

## قطاعات الشركة
تضم الشركة ستة قطاعات إنتاج رئيسية هي:
- قطاع صهر الصلب والصب المستمر.
- قطاع الدرفلة الآلية.
- قطاع الدرفلة القطاعات والدرفلة نصف الآلية.
- قطاع الدرفلة على البارد.
- قطاع الشبك الملحوم.
- قطاع المسابك.

## وصلات خارجية
- الموقع الرسمي للشركة.
- الصفحة الرسمية للشركة على موقع فيس بوك.